# Membraniporella
Membraniporella is een mosdiertjesgeslacht uit de familie van de Cribrilinidae en de orde Cheilostomatida. De wetenschappelijke naam ervan is in 1873 voor het eerst geldig gepubliceerd door Smitt.

## Soorten
- Membraniporella alice Jullien, 1903
- Membraniporella baueri Soule, 1959
- Membraniporella crassicosta Hincks, 1888
- Membraniporella distans MacGillivray, 1882
- Membraniporella figularioides Gordon, 1984
- Membraniporella neptuni Jullien, 1903
- Membraniporella nitida (Johnston, 1838)
- Membraniporella ovula (d'Orbigny, 1852)  †
- Membraniporella pulchra Osburn, 1950
- Membraniporella skeletos Gordon, 1993

Niet geaccepteerde soorten:
- Membraniporella agassizii Smitt, 1873 → Callistopora agassizii (Smitt, 1873)
- Membraniporella antarctica Kluge, 1914 → Klugerella antarctica (Kluge, 1914)
- Membraniporella aragoi (Audouin, 1826) → Klugerella aragoi (Audouin, 1826)
- Membraniporella corbicula O'Donoghue & O'Donoghue, 1923 → Cribrilina (Juxtacribrilina) corbicula (O'Donoghue & O'Donoghue, 1923)
- Membraniporella magellanica Calvet, 1904 → Parafigularia magellanica (Calvet, 1904)
- Membraniporella melolontha (Busk) → Aspidelectra melolontha (Landsborough, 1852)
- Membraniporella petasus Canu & Bassler, 1928 → Klugerella petasus (Canu & Bassler, 1928)